# Mytišči
Mytišči (in russo Мытищи? , traslitterato anche Mytishchi, Mytishi, Mytisci) è una città della Russia europea centrale, situata sul fiume Jauza e nelle vicinanze del fiume Kljaz'ma, adiacente da Nord-Est alla città di Mosca (distante 19 km dal centro della capitale), nella cui oblast' è compresa. Fino al 2015 Mytišči era il capoluogo amministrativo del raion omonimo.

## Storia
Il sito dove oggi sorge la città vide insediamenti fin dall'VIII e IX secolo, anche se l'abitato di Mytišči risale al 1460, quando fu fondato con il nome di Bol'šie Mytišči (Большие Мытищи); in questi secoli il villaggio prosperò grazie all'attività commerciale. Il nome stesso deriva da Myt (Мыт), il tasso locale.  Ai giorni nostri Mytišči è più che altro un centro industriale, anche di un certo rilievo a livello regionale.
La città è famosa per il suo acquedotto, fatto costruire da Caterina II per l'approvvigionamento della città di Mosca.
Dal 2006 la provincia di Mytišči è gemellata con il comune di Lecco.

## Società

### Evoluzione demografica
Fonte: mojgorod.ru
- 1897: 1.000
- 1939: 60.000
- 1959: 99.000
- 1979: 140.700
- 1989: 154.100
- 2002: 159.900
- 2007: 162.700

## Amministrazione

### Gemellaggi
- Lecco, dal 2005